# Mary Helen Johnston
Mary Helen Johnston, née le 17 septembre 1945 à West Palm Beach en Floride, est une scientifique et astronaute américaine.

## Biographie

### Formation
Mary Helen Johnston est diplômée en 1966 d'une licence en sciences de l'ingénieur à l'université d'État de Floride, et d'un master en sciences en 1969. En 1973, elle obtient un doctorat en génie métallurgique.

### Carrière
Mary Helen Johnson commence à travailler au Centre de vol spatial Marshall (MSFC) de la NASA en tant qu'étudiante ingénieure de 1963 à 1968. En 1968, elle est y est employée comme métallurgiste.
En 1974, elle participe avec Doris Chandler, Carolyn Griner et Ann Whitaker à une simulation de mission spatiale au General Purpose Laboratory (GPL) du Centre de vol spatial Marshall. L'exercice nommé CVT (Concept Verification Test) Test No.4 a débuté le 16 décembre : pendant 5 jours, l'équipe de 4 femmes (toutes scientifiques) a mené 11 expériences afin de tester leur faisabilité  avant qu'elles ne soient réalisées dans le Spacelab de la navette spatiale américaine. Ces expériences ont été réalisées dans des conditions identiques à celles de la navette spatiale (température, taux d'humidité, circulation d'air, cale-pied, poignées de maintien, etc.) mis à part l'apesanteur,,. 
Avec Ann Whitaker et Carolyn Griner, Mary Johnston a reçu un entrainement d'astronaute : elle a suivi un entrainement dans le bassin du laboratoire de flottabilité neutre du MSFC, elle a réalisé un vol en micropesanteur à bord du KC-135 et a suivi des leçons de vols supplémentaires.
Le 5 juin 1983, elle est sélectionnée comme l'une des quatre spécialistes de charge utile pour la mission STS 51-B/Spacelab (groupe Spacelab-3). Elle fait partie de l'équipage de réserve et ne volera pas. Elle met fin à sa carrière d'astronaute le 6 mai 1985.